# آواتار: آخرین بادافزار (فصل ۲)
کتاب دوم: خاک (به انگلیسی: Book Two: Earth) دومین فصل از آواتار: آخرین بادافزار مجموعه انیمیشن تلویزیونی آمریکایی ساخته شده توسط مایکل دانته دی‌مارتینو و برایان کونیتزکو به سفارش استودیوی نیکلودئون است. در این سریال زک تایلر آیزن، می ویتمن، جک دسنا، جسی فلاور، دانته باسکو، دی بردلی بیکر، ماکو ایواماتسو و گری دلیسل به عنوان صداپیشگان شخصیت‌های اصلی حضور داشتند.
کتاب دوم: خاک در ۱۷ مارس ۲۰۰۶ در نیکلودئون پخش شد. شامل ۲۰ قسمت بود و در ۱ دسامبر ۲۰۰۶ به پایان رسید. این فصل مورد استقبال قابل توجهی قرار گرفت و سریال «به طور مداوم عالی» نامیده شد.

## داستان
در فصل دوم، آنگ و دوستانش کاتارا و ساکا در جستجوی یافتن یک معلم خاک‌افزار هستند که با استخدام تاف بی‌فانگ به پایان می‌رسد. پس از یافتن اطلاعات مهم در مورد جنگ با ملت آتش، آپا در نهایت ربوده می‌شود. سفر آنها به با سینگ سه، پایتخت پادشاهی زمین منتهی می‌شود، جایی که آنها یک توطئه بزرگ دولتی داخلی را کشف می‌کنند. در همین حال، به دلیل اقدامات خود در قطب شمال در کتاب یکم، زوکو و آیرو خائنان ملت آتش اعلام می‌شوند و کشور خود را ترک می‌کنند و در پادشاهی خاک، فراری می‌شوند. شاهزاده آزولا، خواهر اعجوبه کوچکتر زوکو، زوکو و آنگ را تعقیب می‌کند.

## قسمت‌ها
| شم. کلی | شم. در فصل | عنوان                 | کارگردان              | نویسنده | انیمیشن‌سازی‌شده توسط | تاریخ انتشار اصلی | کد تولید |
| --- | ---------- | --------------------- | --------------------- | --- | ------------------- | ----------------- | -------- |
| ۲۱ | ۱          | «حالت آواتاری»        | جیانکارلو ولپ         | آرون اهاز، الیزابت ولش، تیم هدریک و جان اوبریان | دی‌آر مووی           | ۱۷ مارس ۲۰۰۶      | ۲۰۱      |
| ... |            |                       |                       | |                     |                   |          |
| ۲۲ | ۲          | «غار دو عاشق»         | لورن مک‌مولان          | جوشوا همیلتون | جی‌ام انیمیشن        | ۲۴ مارس ۲۰۰۶      | ۲۰۲      |
| ... |            |                       |                       | |                     |                   |          |
| ۲۳ | ۳          | «بازگشت به اوماشو»    | اتان اسپولدینگ        | الیزابت ولش | دی‌آر مووی           | ۷ آوریل ۲۰۰۶      | ۲۰۳      |
| ... |            |                       |                       | |                     |                   |          |
| ۲۴ | ۴          | «باتلاق»              | جیانکارلو ولپ         | تیم هدریک | جی‌ام انیمیشن        | ۱۴ آوریل ۲۰۰۶     | ۲۰۴      |
| ... |            |                       |                       | |                     |                   |          |
| ۲۵ | ۵          | «روز آواتار»          | لورن مک‌مولان          | جان اوبریان | دی‌آر مووی           | ۲۸ آوریل ۲۰۰۶     | ۲۰۵      |
| ... |            |                       |                       | |                     |                   |          |
| ۲۶ | ۶          | «راهزن نابینا»        | اتان اسپولدینگ        | مایکل دانته دی‌مارتینو | جی‌ام انیمیشن        | ۵ مه ۲۰۰۶         | ۲۰۶      |
| ... |            |                       |                       | |                     |                   |          |
| ۲۷ | ۷          | «زوکو تک‌وتنها»        | لورن مک‌مولان          | الیزابت ولش | جی‌ام انیمیشن        | ۱۲ مه ۲۰۰۶        | ۲۰۷      |
| ... |            |                       |                       | |                     |                   |          |
| ۲۸ | ۸          | «تعقیب»               | جیانکارلو ولپ         | جوشوا همیلتون | دی‌آر مووی           | ۲۶ مه ۲۰۰۶        | ۲۰۸      |
| ... |            |                       |                       | |                     |                   |          |
| ۲۹ | ۹          | «کار سخت»             | اتان اسپولدینگ        | آرون اهاز | دی‌آر مووی           | ۲ ژوئن ۲۰۰۶       | ۲۰۹      |
| ... |            |                       |                       | |                     |                   |          |
| ۳۰ | ۱۰         | «کتابخانه»            | جیانکارلو ولپ         | جان اوبریان | جی‌ام انیمیشن        | ۱۴ ژوئیه ۲۰۰۶     | ۲۱۰      |
| ... |            |                       |                       | |                     |                   |          |
| ۳۱ | ۱۱         | «بیابان»              | لورن مک‌مولان          | تیم هدریک | دی‌آر مووی           | ۱۴ ژوئیه ۲۰۰۶     | ۲۱۱      |
| ... |            |                       |                       | |                     |                   |          |
| ۳۲ | ۱۲         | «گذرگاه مار»          | اتان اسپولدینگ        | مایکل دانته دی‌مارتینو و جوشوا همیلتون | جی‌ام انیمیشن        | ۱۵ سپتامبر ۲۰۰۶   | ۲۱۲      |
| ... |            |                       |                       | |                     |                   |          |
| ۳۳ | ۱۳         | «مته»                 | جیانکارلو ولپ         | مایکل دانته دی‌مارتینو و برایان کونیتزکو | دی‌آر مووی           | ۱۵ سپتامبر ۲۰۰۶   | ۲۱۳      |
| ... |            |                       |                       | |                     |                   |          |
| ۳۴ | ۱۴         | «شهر دیوارها و اسرار» | لورن مک‌مولان          | تیم هدریک | جی‌ام انیمیشن        | ۲۲ سپتامبر ۲۰۰۶   | ۲۱۴      |
| ... Note: This was nominated a Primetime Emmy for Outstanding Animated Program (For Programming Less Than One Hour). |            |                       |                       | |                     |                   |          |
| ۳۵ | ۱۵         | «ماجراهای با سینگ سه» | اتان اسپولدینگ        | ماجرای تاف و کاتارا جوان استوستا و لیزا والندر ماجرای آیرو اندرو هوبنر ماجرای آنگ گری شپکی ماجرای ساکا لورن مک‌مولان ماجرای زوکو کتی ماتیلا ماجرای مومو جاستین ریج و جیانکارلو ولپ | دی‌آر مووی           | ۲۹ سپتامبر ۲۰۰۶   | ۲۱۵      |
| ... |            |                       |                       | |                     |                   |          |
| ۳۶ | ۱۶         | «روزهای گمشده‌ی آپا»   | جیانکارلو ولپ         | الیزابت ولش | جی‌ام انیمیشن        | ۱۳ اکتبر ۲۰۰۶     | ۲۱۶      |
| ... |            |                       |                       | |                     |                   |          |
| ۳۷ | ۱۷         | «دریاچه لائوگای»      | لورن مک‌مولان          | تیم هدریک | دی‌آر مووی           | ۳ نوامبر ۲۰۰۶     | ۲۱۷      |
| ... |            |                       |                       | |                     |                   |          |
| ۳۸ | ۱۸         | «پادشاه خاک»          | اتان اسپولدینگ        | جان اوبریان | جی‌ام انیمیشن        | ۱۷ نوامبر ۲۰۰۶    | ۲۱۸      |
| ... |            |                       |                       | |                     |                   |          |
| ۳۹ | ۱۹         | «گورو»                | جیانکارلو ولپ         | مایکل دانته دی‌مارتینو و برایان کونیتزکو | دی‌آر مووی           | ۱ دسامبر ۲۰۰۶     | ۲۱۹      |
| ... |            |                       |                       | |                     |                   |          |
| ۴۰ | ۲۰         | «تقاطع تقدیر»         | مایکل دانته دی‌مارتینو | آرون اهاز | جی‌ام انیمیشن        | ۱ دسامبر ۲۰۰۶     | ۲۲۰      |
| ... |            |                       |                       | |                     |                   |          |